# Пригоди пінгвіненяти Лоло
«Пригоди пінгвіненяти Лоло́» (яп. 小さなペンギンロロの冒険, Ти:сана пенгін Роро но бо:кен, англ. The Adventures of Lolo the Penguin) — мультиплікаційна трилогія, яку випустили 1986—1987 роках спільно радянські студії «Союзмультфільм» та «Совінфільм» і японські компанії «Life Work Corporation» та «Aist Corporation». Фільм розповідає про пригоди двох юних пінгвінів Аделі — хлопчика Лоло і дівчинки Пепе.

## Історія створення
У 1973 році до Москви приїхав продюсер дитячих художніх фільмів Японії Такео Нісігуті, який був дуже вражений радянською мультиплікацією. 1980 року він запропонував Держкіно СРСР спільне виробництво повнометражного мультфільму. Щоб отримати схвалення обох сторін Нісігуті обрав нейтральну історію, що не стосується ні СРСР, ні Японії, і проєкту був цей старт. З боку СРСР виступили кіностудії «Союзмультфільм» і «Совінфільм», з боку Японії кінокомпанії «Aist Corporation» та «Life Work Corporation».
Анімація була зроблена мультиплікаторами СРСР, а Японія виступила спонсором та надала кінообладнання і технології для зйомок. Під час роботи Нісігуті та японська сторона зіткнулися з тим, що методи роботи в анімації СРСР дуже відрізнялися від знімання анімації в Японії. Також виявилося, що перфорація радянських кіноплівок дуже відрізняється від перфорації іноземних, через що японській компанії «Фуджифільм», на чиїй плівці знімався мультфільм, навіть довелося розробити спеціальний негатив.
Робота над трилогією зайняла вісім років і остаточно завершилася в 1988 році, коли була завершена японська версія. Для радянської версії перші дві частини були готові в 1986 році, третя — в 1987 році.

## Сюжет
У листопаді на береги Антарктиди після антарктичної зими прибуває зграя самців-пінгвінів Аделі, щоб приготувати самицям гнізда для висиджування яєць. Ватажком зграї є пінгвін Тото, чия дружина Лала трохи згодом відкладає яйця і разом з іншими самицями йде до моря, щоб відновити сили, а за їх відсутності Тото з іншими самцями висиджує яйця. Через півтора місяця деякі самці, не витримавши голоду, йдуть з гнізд, і колонія тут же піддається нападу чайок-поморників, що крадуть яйця. Тото, захищаючи сусідське гніздо, не встигає зберегти власне. Йому вдається зберегти два яйця з двох різних гнізд. У підсумку Тото приймає рішення залишити ним з Лалою тільки одне яйце, а інше віддає в сім'ю інших пінгвінів, у яких жодне не вціліло.
Через належний час з яйця Тото і Лала вилуплюється хлопчик, якого вони називають Лоло. Лоло вкрай непосидючий, дуже допитливий і, бувши сином ватажка, хоче завжди і в усьому бути першим. У той же час він страждає від того, що у нього немає братів і сестер, і тому зближується з дівчинкою Пепе (яка вилупилась з іншого яйця, врятованого Тото). Попри настанови батька в жодному разі не наближатися до людей (неподалік від їх колонії знаходиться полярна станція) Лоло (а згодом — і разом з Пепе) все одно наближається до них і знайомиться з добрим полярником і цуценям-хаскі Доном. Однак Дідусь Піго, вчитель пінгвінів, пояснює, що крім добрих полярників є й інші, куди небезпечніші для них люди — браконьєри.
Одного разу Лоло і Пепе підходять занадто близько до краю снігового скелі над водою, яка під впливом хвиль руйнується, і пінгвінятка опиняються в морі на маленькій крижині. Пройшовши через кілька небезпек, зіткнення з косаткою і морським леопардом, Лоло і Пепе, врешті решт, опиняються на кораблі самих браконьєрів, які садять їх у клітку. У сусідній клітці вони знаходять пінгвіня Маккуорі Маку, після чого всі троє, заручившись підтримкою корабельного сенбернара Джека, втікають з корабля на рятувальному кругу і забираються на крижину. Страждаючи сильним голодом, вони все-таки залазять у воду і виявляють, що їх оперення досить зміцніло і вони тепер можуть плавати і ловити кріль для прожитку. Потім вони зустрічають китів, які довозять їх до землі, де вони знаходять свою колонію і нарешті возз'єднуються з батьками.
Але тут з'ясовується, що прибули браконьєри, від яких втекла трійця, захопили всіх пінгвінів колонії і зараз везуть їх на човні на корабель. Лоло розповідає про них батьку, і вся колонія кидається навздогін за човном. Коли вони починають кидатися на човен, браконьєри відкривають вогонь, і серед загиблих пінгвінів виявляється Тото. Тим часом кілька куль потрапляють в одну з крижаних прибережних круч, через що у воду падає величезна брила льоду, провокуючи гігантське цунамі, яке топить корабель і браконьєрів.
Настає березень, і пінгвіни Аделі готуються податися на північ, щоб до жовтня пережити там антарктичну зиму. Зі смертю Тото зграї потрібен новий ватажок, і Дідусь Піго висуває кандидатуру Лоло. Її підтримують Мак, Пепе і Лала. Лоло пропонує Маку вирушити з ними, але Мак відмовляється, бо хоче знайти свою зграю, і, попрощавшись, йде наодинці. Потім над ними пролітає вертоліт, в якому Лоло в останнє бачить Дону і полярника, які через настання антарктичної зими теж залишають станцію. Після цього пінгвіни вирушають у дорогу.

## Ролі озвучували
| Персонаж                                                    | Японське озвучення | Російське озвучення                                                        | Українське багатоголосе закадрове озвучення (студія «Так Треба Продакшн» на замовлення телеканалу «К1») |
| ----------------------------------------------------------- | ------------------ | -------------------------------------------------------------------------- | --- |
| Лоло (яп. ロロ, Роро)                                       | Кадзуко Сугіяма    | Світлана Степченко                                                         | Наталя Задніпровська                                                                                    |
| Пепе (яп. ペペ, Пепе)                                       | Санае Міюкі        | Ольга Громова                                                              | Олена Бліннікова                                                                                        |
| Мак (яп. マック, Макку)                                     |                    | Наталія Ченчик                                                             | Олена Бліннікова                                                                                        |
| Тото (яп. トト, Тото) батько Лоло                           |                    | Ролан Биков                                                                | Дмитро Терещук                                                                                          |
| Лала (яп. ララ, Рара) мати Лоло                             |                    | Олена Санаєва                                                              | Олена Бліннікова                                                                                        |
| Дідусь Піго (яп. ピゴ爺さん, Піго-дзиїсан)                  |                    | В'ячеслав Невинний                                                         | Володимир Терещук                                                                                       |
| Зізі                                                        |                    | Тетяна Кур'янова                                                           | Наталя Задніпровська                                                                                    |
| Джек (яп. ジャック, Дзякку) собака на браконьєрському судні |                    | Євген Леонов                                                               | Володимир Терещук                                                                                       |
| Полярник зі станції                                         |                    | Микола Граббе                                                              | Володимир Терещук                                                                                       |
| Браконьєри                                                  |                    | Юрій Волинцев В'ячеслав Богачов Володимир Сошальський Володимир Ферапонтов | Володимир Терещук Дмитро Терещук                                                                        |
| Текст від автора                                            |                    | Олексій Баталов                                                            | Володимир Терещук                                                                                       |

### В епізодах
- Юрій Андреєв
- Анатолій Соловйов

## Прем'єри
Прем'єра на радянському телебаченні відбулася 26 червня 1987 року. В Японії трилогія вийшла в форматі OVA 27 березня 1988 року.

## Персонажі
- Лоло — головний герой мультфільму, пустотливе і неслухняне пінгвінятко, що постійно потрапляє в якісь історії: як кумедні, так і неприємні. Син Лали і Тото. Має синій колір. У 1-й серії потоваришував з Доном і Пепе. Коли у нього загинув тато, він став ватажком зграї пінгвінів наприкінці 3-ї серії.
- Пепе — дочка пінгвінів Попо і Мімі. Найкраща подружка Лоло. Полохлива і боязка. Має рожеве забарвлення. Вона і Лоло нерозлучні і допомагають один одному у будь-яких ситуаціях. Коли Лоло обирають ватажком зграї пінгвінів, вона підтримує свого товариша.
- Мак — пінгвін з роду Маккуорі темно-синього кольору, з трьома золотими перами на голові. З'явився в 3-й серії, коли знаходився у клітці на браконьєрському судні. Іноді сумнівався у вчинках нових друзів — Лоло і Пепе, коли вони намагалися відкрити клітку, але разом з ними вибрався з браконьєрського судна. Наприкінці цієї ж серії пішов шукати своїх.
- Тото — тато Лоло і чоловік Лали. Чорний пінгвін. Ватажок зграї пінгвінів. Іноді сварив сина, коли той тікав, але після цього вибачав йому. Героїчно загинув у сутичці з браконьєрами.
- Лала — мама Лоло і дружина Тото. Темно-синя пінгвіниха з м'яким характером. Ніколи не сварила свого сина Лоло. Турбувалася за нього, коли він пропадав.
- Ніні — вихователька пінгвінів у дитячому садку. Вчила пінгвінів всьому, що має робити пінгвін Аделі.
- Дон — доброзичливе щеня ескімоської собаки. Товариш Лоло і Пепе.
- Дідусь Піго — старий пінгвін сірого кольору. Вихователь пінгвінів. Суворий, але добрий. Намагався врятувати пінгвінів, яких спіймали браконьєри, але був поранений і втратив свідомість. Наприкінці 3-ї серії призначив Лоло ватажком зграї пінгвінів Аделі.
- Полярник зі станції — добрий чоловік. Має вихованця — цуценя Дона. Любить пінгвінів.
- Чайки-поморники — недружні птиці. Викрадали яйця пінгвінів і нападали на Лоло.
- Королівські пінгвіни — дуже горді птахи, як висловилась про них Пепе. Відмовилися допомогти Пепе і Лоло.
- Морський леопард — ворог пінгвінів Аделі. У 2-й серії напав на Лоло і Пепе, коли вони були на крижині, і спробував їх з'їсти, але сам потрапив на обід касатці.
- Косатка — найстрашніший ворог пінгвінів Аделі, про яку розповідав Піго. З'їла морського леопарда.
- Браконьєри — небезпечні лиходії і «люди в чорному», як назвав їх дідусь Піго. Спіймали Лоло і Пепе і замкнули в клітці. Пізніше зловили інших пінгвінів і вбили не тільки ватажка зграї пінгвінів — Тото, але й інших пінгвінів. Були змиті цунамі.
- Гігі і Зізі — пінгвінятка-близнюки, друзі Лоло.
- Попо — чоловік Мімі, тато Пепе.
- Мімі — дружина Попо, мама Пепе. Пінгвіниха рожевого кольору.
- Гугу — пінгвін синього кольору. Товариш Тото.

## Версії
Радянська та японська версії не відрізняються у відеоряді або музиці. Вони відрізняються лише мовою. Мультфільм також перекладено іншими мовами світу, але більшість існуючих дубляжів засновані на американській (або рідше на французькій) адаптації, а не на оригіналі. Американська, голландська і французька версії сильно адаптовані й істотно відрізняються як від оригіналу, так і одна від одної.

### Американська версія
У США мультфільм («The Adventures of Scamper the Penguin») спочатку вийшов під дистрибуцією компанії «Enoki Films USA», що просувала аніме в США (тобто його придбали в японців, американський дубляж зроблено на основі саме японської версії). Американську версію створила компанія «Jim Terry Production», відоміша роботою з аніме, яка також, крім «Пінгвіненяти Лоло», дублювала і деякі інші радянські повнометражні мультфільми: «Снігова королева» (1957), «Дикі лебеді» (1962), «Пригоди Буратіно» (1959), «Марія, Мирабела».
На відміну від «Пінгвіненяти Лоло», ці мультфільми мають ще й інші версії американських дубляжів інших студій. З трилогії змонтували один повнометражний мультфільм, підданий численним змінам, характерним для американського дубляжу іноземних мультфільмів. У цій адаптації перемонтували й скоротили відеоряд, перемалювали деякі сцени, повністю змінили музичний ряд та імена майже всіх персонажів, додали додаткові фрази й переписали діалоги та коментарі оповідача (останнього озвучено жіночим голосом).
Повністю прибрали кадри, де показано кров (пінгвіни-самці гинуть від пострілів браконьєрів), зокрема й кадр із загибеллю Тото. Унаслідок цього оповідач за кадром говорить, що всі пінгвіни вижили, а в подальших репліках персонажів не згадується про смерть Тото. Кадр, у якому пінгвіни скорботно опускають голови при згадці про це, також було прибрано. Через це було змінено настрій заключних сцен — із сумних вони стали радісними та врочистими.
Дані зміни не завадили Лоло стати у фіналі ватажком зграї замість батька. Крім того, в американській версії виник так званий «ефект штурмовика», оскільки були прибрані тільки влучання в пінгвінів, але майже всі кадри, в яких браконьєри стріляють, залишилися недоторканими. Крім загибелі пінгвінів, також було вирізано сцену, в якій Тото лупцює Лоло, сцену загибелі морського леопарда в пащі косатки (попередню цьому сцену погоні косатки за морським леопардом теж було сильно скорочено) і кадри з падінням униз людей та предметів зі сцени аварії браконьєрського судна.
Крім того, на початку й наприкінці фільму було прибрано кадри полярного сяйва. Пропущено кадри антарктичного пейзажу перед сценою, в якій Лала приносить яйця. Під час самовільної одиночної прогулянки Лоло було вирізано кадри з нападом чайок-поморників. Повністю пропущено епізод, у якому Лоло зустрічає пташеня чайки-поморника (скочуючись із гірки вперше, Лоло відразу натикається на камінь і опиняється в селищі полярників).
Кадри другого фільму, де в оригіналі показано антарктичний пейзаж, зникли. Було вирізано кадр із браконьєром, що говорить в оригіналі «Це що таке?» після крику наляканого пінгвіняти Пепе. Також було злегка скорочено сцену вистрибування пінгвінів із води на берег на початку першого фільму, завершальну сцену першого фільму, в якій усі пінгвінята катаються з гірки, і сцену обвалу скелі, в результаті якого Лоло й Пепе опиняються на крижині. У деяких випадках при переході між сценами було пропущено кадри з ефектом потемніння екрану.
Поряд зі скороченнями в деяких сценах, навпаки, було вставлено додаткові кадри, більшість із яких є повторно використаними кадрами з інших сцен мультфільму. Після сцени повернення чужого яйця було додано додаткові кадри антарктичного пейзажу до вже наявних в оригіналі. Забравшись на вершину гори, Лоло бачить не корабель і вертоліт, який злітає з нього, а пустельний пейзаж льоду, і лише коли камера переміщується вліво, в кадрі з'являються корабель і вертоліт (хоча це не відповідає напрямку погляду Лоло, який і до і після дивиться лише прямо перед собою). Злегка перемонтовано початок сцени першого нападу чайок-поморників на Лоло — всі кадри з оригіналу збережено, але трохи змінена їх послідовність, і доданий відсутній в оригіналі кадр, який засвідчує переляканого Лоло великим планом. Після того, як вихователька Ніні пірнає за Лоло, що впав у воду і перед тим, як вона виринає назад разом з ним, вставлено кадр, який засвідчує перелякану Пепе великим планом (тим самим на сцену додано ефект довгого очікування, хоча в оригіналі дії Ніні блискавичні). Коли Лоло й Пепе після обвалу скелі опиняються в морі на крижині, додано відсутні в оригіналі кадри берега, що віддаляється. Коли Лоло помічає уламок швабри поруч із кліткою, додано кадр, який засвідчує його великим планом. Після того, як Лала й Мімі обіймають своїх дітей, які повернулися, додано кадр із Маком, який занурився. Після сцени загибелі браконьєрського судна від цунамі до і після кадру, показує чисту морську гладь, вставлено додаткові кадри з полярником і Доном на скелі й додано коментар полярника, що цунамі не може зашкодити пінгвінам. Таким чином, полярник в американській версії бачить аварію й коментує її (він продовжує її коментувати й у наступній сцені, в якій в оригіналі він говорить про те, що літо скінчилося).
Усю американську музику та пісні написано композитором Марком Меркюрі (Mark Mercury), який також написав музику та пісні й для американських дубляжів інших аніме та радянських мультфільмів, дубльованих Tim Jerry Production. При цьому в титрах указано тільки назву гурту (Bullets).

### Радянський англійський дубляж
Окрім підданої цензурі та іншим змінам американської версії, було створено інший дубляж англійською мовою («The Adventures of Lolo the Penguin»), виконаний в СРСР студією «Фільм-експорт» (Filmexport). У цій версії трилогію було повністю продубльовано англійською мовою, але сценарій, імена персонажів, звукова доріжка та відеоряд ніякій переробці не піддавалися.

## Невідповідності і факти
- На відміну від імператорських пінгвінів, самці яких висиджують яйця антарктичною зимою, аделі висиджують яйця під час антарктичного літа.
- Насправді пташенята пінгвінів вкриті сірим пухом, тоді як у мультфільмі вони оперені аналогічно дорослим.
- Забарвлення більшості пінгвінів у мультфільмі не відповідає реальній — чорний колір замінений на різні відтінки синього, фіолетового, рожевого і навіть бежевого. Це зроблено для зручності розрізнення численних персонажів.
- Самці і самиці реальних пінгвінів мають однакову зовнішність, але в мультфільмі пінгвіни чоловічої і жіночої статі розрізняються наявністю манишки у пінгвінів чоловічої статі.
- «Дуже горді» пінгвіни, у яких Лоло і Пепе безуспішно просили допомоги, названі королівськими пінгвінами в радянській версії. У більшості перекладів іноземними мовами вони названі імператорськими пінгвінами. У мультфільмі зображені все ж таки королівські пінгвіни (судячи з яскраво-помаранчевого горла і вузьких помаранчевих плям з боків голови, див. кадри мультфільму), однак біля берегів Антарктиди мешкають саме імператорські, а не королівські пінгвіни.
- У радянській версії Мак представляється «Я Мак, з роду Маккуорі». Тобто мається на увазі, що він є пінгвіном Маккуорі (англ. Royal Penguin). В американській версії Мак представляється як золотоволосий пінгвін (англ. Macaroni Penguin). Дана зміна в американській версії цілком обґрунтована. Мак виглядає саме як золотоволосий пінгвін, а не як пінгвін Маккуорі, у якого білим повинно бути не тільки черево, але й обличчя.
- У радянській версії заключні слова оповідача починаються зі слів: «на початку березня закінчується осінь в Антарктиді». Безумовно, це помилка — на початку березня осінь в Антарктиді не закінчується, а починається.
- Американська версія неодноразово випускалася у Великій Британії під назвою «The Adventures of Scamper».[2] Проте в одному з DVD-релізів від дистриб'ютора «Brightspark», який отримав скандальну славу у Великій Британії за введення покупців в оману, шляхом використання схожих на популярні блокбастери назв і обкладинок для поширюваних ним фільмів[3], на обкладинку коробки було додано назва «Tappy Feet» з очевидною метою зіграти на популярності мультфільму «Веселі ніжки» («Happy Feet»).[4] Зрозуміло, у багатьох людей при вигляді такої назви виникає враження, що це низькобюджетне наслідування «Happy Feet».
- У 2012 році студія Entertainment One випустила низькобюджетний комп'ютерний мультфільм «The Adventures of Scooter the Penguin».[5] Хоча сюжет має мало спільного з «пінгвіном Лоло», назва та обкладинка даного мультфільму нагадують його американську назву і одну з американських обкладинок.

## Відео
В Японії трилогія вийшла у форматі OVA 27 березня 1988 року.
У Росії в 1990-ті роки три мультфільми випустило на VHS кіновідеооб'єднання «Крупний план», у 1995—1999 роках — спільно з компанією «Відеомир», в середині 1990-х — у збірнику кращих радянських мультфільмів Studio PRO Video.